# 横路乡 (杭州市)
横路乡，中国浙江省西北部临安市下辖的一个乡。总面积為85.7平方公里，总人口9329人（2000年底）。

## 辖区
该乡辖有：谢家桥村、登村、武村、大溪坞村、横路村、鹤里村、寨村。